# Chlodulf
Chlodulf auch Flodulf, Glodulf, Childulf († 8. Juni 696 oder 697 in Metz) war vom 19. Mai 656 bis zu seinem Tode Bischof von Metz. Das Fest des Heiligen wird am 8. Juni begangen.
Chlodulf war ein Sohn von Arnulf und vor seiner Priesterweihe mit einer unbekannten Frau verheiratet. Er hatte einen Sohn namens Aunulf. Er stand in enger Verbindung zu seiner Schwägerin Gertrud von Nivelles. Er wurde in der Kathedrale in St. Arnulf vor Metz begraben.